# Mecynogea buique
Mecynogea buique är en spindelart som beskrevs av Levi 1997. Mecynogea buique ingår i släktet Mecynogea och familjen hjulspindlar. Inga underarter finns listade i Catalogue of Life.